# Корд Джефферсон
Корд Джефферсон (англ. Cord Jefferson) — американський письменник і режисер. Після навчання в коледжі Вільяма і Мері він почав кар'єру журналіста та писав для численних видань, перш ніж стати редактором у Gawker до 2014 року.
Потім Джефферсон почав працювати сценаристом на телебаченні: він писав сценарії «Вечірнього шоу з Ларрі Вілмором» (2015—2016) на каналі Comedy Central, комедійного серіалу Netflix «Майстер нічого» (2017) і комедії NBC «У кращому світі» (2017—2019). За роботу над мінісеріалом HBO «Вартові» (2019) він отримав прайм-тайм премію «Еммі» за найкращий сценарій мінісеріалу, антології або фільму. Як режисер він дебютував із сатиричним фільмом «Американське чтиво» (2023), за який був номінованим у категорії «Найкращий фільм» і переміг у категорії «Найкращий адаптований сценарій» на 96-й церемонії вручення премії «Оскар».

## Раннє життя та освіта
Корд Джефферсон народився в місті Тусоні, штат Аризона, в сім'ї білої матері та темношкірого батька, адвоката. Дід Джефферсона по материнській лінії був шокований рішенням доньки вийти заміж за темношкірого чоловіка, і він відмовився спілкуватися з нею та своїм онуком. Проживши кілька років за межами США, сім'я із п'ятирічним Кордом повернулася до Тусона. Батьки розлучилися, коли 14-річний Джефферсон закінчив перший клас середньої (старшої) школи Каньйон-дель-Оро на північ від Тусона, яку він згодом закінчив.
Відвідував коледж Вільяма і Мері у Вільямсбурзі, штат Вірджинія, де його батько раніше навчався в юридичній школі. Після коледжу Джефферсон жив у Лос-Анджелесі та Брукліні, Нью-Йорк.
Мати Джефферсона померла у 2016 році від раку. Коли в липні 2008 року його батькові знадобилася трансплантація нирки, Джефферсон пожертвував одну зі своїх, вирушивши до Саудівської Аравії, де живе його батько. Джефферсон написав особистий нарис про цей досвід, зазначивши, що він лікувався від фібриляції передсердь і що після операції він кинув курити та став краще піклуватися про своє здоров'я.

## Кар'єра

### 2009—2014: Журналістика та Gawker
Джефферсон почав займатися журналістикою. Серед його перших робіт були тексти для Stereohyped і MollyGood. Два роки, з 2012 по 2014, він працював редактором у Gawker, американському інтернет-таблоїді про знаменитостей та мас-медіа. Також він писав для USA Today, Huffington Post, The Root і The New York Times Magazine.

### 2014— дотепер: Телевізійна робота та дебют у кіно
Джефферсон розпочав свою телевізійну кар'єру у 2014 році як штатний сценарист комедійно-драматичного серіалу Starz «Каяття вцілілого», а потім писав для «Вечірнього шоу з Ларрі Вілмором» на каналі Comedy Central (2015—2016). Потім Джефферсон став редактором сюжетів і продюсером-консультантом у комедійних серіалах Азіза Ансарі «Майстер нічого» на каналі Netflix (2017) і Майкла Шура «У кращому світі» на каналі NBC (2017—2019), за який він був номінований на премію Гільдії сценаристів Америки. За роботу над мінісеріалом HBO «Вартові» (2019) він отримав премію «Еммі» (за епізод «Ця надзвичайна істота»). У середині 2020 року Джефферсон працював над телесеріалом про часи, коли він писав для Gawker, та розробляв шоу для Apple TV+. Пізніше того ж року він підписав загальну угоду з Warner Bros. TV.
У 2021 році Джефферсон був сценаристом і продюсером мінісеріалу HBO «Станція одинадцять». Як режисер він дебютував із сатиричним фільмом «Американське чтиво» (2023), який отримав приз «Вибір глядачів» на Міжнародному кінофестивалі в Торонто. На 96-й церемонії вручення премії «Оскар» Джефферсон нагороджений премією за найкращий адаптований сценарій.

## Фільмографія

### Кінематограф
| Рік  | Назва              | Оригінальна назва | Роль                         | Примітки |
| ---- | ------------------ | ----------------- | ---------------------------- | -------- |
| 2023 | Американське чтиво | American Fiction  | Режисер, сценарист, продюсер |          |

### Телебачення
| Рік       | Назва                        | Оригінальна назва                   | Роль                                     | Примітки                         |
| --------- | ---------------------------- | ----------------------------------- | ---------------------------------------- | -------------------------------- |
| 2014      | Каяття вцілілого             | Survivor's Remorse                  | Штатний сценарист                        | 6 епізодів                       |
| 2015-2016 | Вечірнє шоу з Ларрі Вілмором | The Nightly Show with Larry Wilmore | Сценарист                                | 196 епізодів                     |
| 2017      | Майстер нічого               | Master of None                      | Редактор сюжету, продюсер-консультант    | 10 епізодів                      |
| 2017-2019 | У кращому світі              | The Good Place                      | Сценарист, редактор сюжету, співпродюсер | 25 епізодів                      |
| 2019      | Спадкоємці                   | Succession                          | Консультант                              | 10 епізодів                      |
| 2019      | Вартові                      | Watchmen                            | Сценарист, редактор сюжету               | 9 епізодів                       |
| 2021      | Станція одинадцять           | Station Eleven                      | Сценарист, старший продюсер              | Епізод «The Severn City Airport» |

## Нагороди та номінації
| Рік  | Нагорода                            | Категорія                                 | Праця                                                 | Результат | Прим. |
| ---- | ----------------------------------- | ----------------------------------------- | ----------------------------------------------------- | --------- | ----- |
| 2018 | Writers Guild of America Awards     | Комедійний серіал                         | Майстер нічого                                        | Номінація |       |
| 2019 | Writers Guild of America Awards     | Комедійний серіал                         | У кращому світі                                       | Номінація |       |
| 2020 | NAACP Image Awards                  | Найкращий сценарій комедійного серіалу    | У кращому світі (епізод «Tinker, Tailor, Demon, Spy») | Перемога  |       |
| 2020 | Writers Guild of America Awards     | Драматичний серіал                        | Спадкоємці                                            | Перемога  |       |
| 2020 | Writers Guild of America Awards     | Драматичний серіал                        | Вартові                                               | Номінація |       |
| 2020 | Writers Guild of America Awards     | Новий серіал                              | Вартові                                               | Перемога  |       |
| 2020 | Primetime Emmy Awards               | Найкращий серіал мінісеріалу або фільму   | Вартові (епізод «This Extraordinary Being»)           | Перемога  |       |
| 2023 | Toronto International Film Festival | «Вибір народу»                            | Американське чтиво                                    | Перемога  |       |
| 2023 | Mill Valley Film Festival           | Найкраща режесура                         | Американське чтиво                                    | Перемога  |       |
| 2023 | Mill Valley Film Festival           | Нагорода глядачів                         | Американське чтиво                                    | Перемога  |       |
| 2023 | Middleburg Film Festival            | Нагорода глядачів — Художній фільм        | Американське чтиво                                    | Перемога  |       |
| 2023 | Virginia Film Festival              | «Вибір програмистів»                      | Американське чтиво                                    | Перемога  |       |
| 2023 | Virginia Film Festival              | Найкращий режисер                         | Американське чтиво                                    | Перемога  |       |
| 2024 | Academy Awards                      | Найкращий фільм                           | Американське чтиво                                    | Номінація |       |
| 2024 | Academy Awards                      | Найкращий адаптований сценарій            | Американське чтиво                                    | Перемога  |       |
| 2024 | British Academy Film Awards         | Найкращий адаптований сценарій            | Американське чтиво                                    | Перемога  |       |
| 2024 | Critics' Choice Movie Award         | Найкращий адаптований сценарій            | Американське чтиво                                    | Перемога  |       |
| 2024 | Black Reel Awards                   | Найкращий фільм                           | Американське чтиво                                    | Перемога  |       |
| 2024 | Black Reel Awards                   | Найкращий режисер                         | Американське чтиво                                    | Перемога  |       |
| 2024 | Black Reel Awards                   | Найкращий новий режисер                   | Американське чтиво                                    | Перемога  |       |
| 2024 | Black Reel Awards                   | Найкращий сценарій                        | Американське чтиво                                    | Перемога  |       |
| 2024 | Black Reel Awards                   | Найкращий перший сценарій                 | Американське чтиво                                    | Перемога  |       |
| 2024 | Independent Spirit Awards           | Найкращий фільм                           | Американське чтиво                                    | Номінація |       |
| 2024 | Independent Spirit Awards           | Найкращий сценарій                        | Американське чтиво                                    | Перемога  |       |
| 2024 | Directors Guild of America Awards   | Найкращий режисер — Перший художній фільм | Американське чтиво                                    | Номінація |       |